# Lestremia sanctijohanni
Lestremia sanctijohanni är en tvåvingeart som beskrevs av Rao 1951. Lestremia sanctijohanni ingår i släktet Lestremia och familjen gallmyggor. Inga underarter finns listade i Catalogue of Life.